# Yexian
L'histoire de Yexian (chinois simplifié : 叶限 ; chinois traditionnel : 葉限 ; pinyin : Yè Xiàn) est un conte en chinois relaté par l'écrivain Duan Chengshi dans son ouvrage Youyang zazu (en) (ixe siècle). Il s'agit d'une version de l'histoire dont l'héroïne est connue en français sous le nom de Cendrillon.
C'est la plus ancienne version écrite connue de l'histoire de Cendrillon.

## Résumé
Yexian, après la mort de son père, est maltraitée par sa marâtre. Elle trouve un poisson extraordinaire, qu'elle élève. La marâtre, usant d'un subterfuge, tue le poisson. Une apparition surnaturelle recommande à Yexian d'en cacher les ossements : tous ses vœux seront ensuite réalisés. Lors d'une fête, Yexian apparaît ainsi vêtue d'une cape de plumes et chaussée de sandales en or (ou dorées). Sur le point d'être reconnue par la marâtre et sa fille, Yexian s'enfuit, laissant derrière elle une sandale. La chaussure est acquise par le roi d'un royaume maritime voisin. Le roi fait rechercher la femme dont les pieds seront assez petits pour chausser la sandale. Après avoir retrouvé Yexian, il en fait sa première épouse.

## Présentation
Duan Chengshi dit avoir recueilli l'histoire de la bouche de l'un de ses serviteurs, originaire de Yongzhou (en) (ancienne province de Lingnan (en), actuellement dans la région de Nanning, Guanxi), autrement dit, l'histoire serait d'origine non-Han. Le nom de Yexian (qui en chinois signifie « Limite de la feuille ») n'est probablement pas chinois.
Le roi de l'histoire est à la tête d'un royaume insulaire. D'après Waley, ce serait un royaume du nord du Golfe du Siam, dépendant du royaume de Dvaravati, où le conte pourrait bien trouver son origine.